# Шарл-Франсоа Добињи
Шарл-Франсоа Добињи (фр. Charles-François Daubigny; Париз, 15. фебруар 1817 — Париз, 19. фебруар 1878) је био француски сликар и графичар. Његови први радови везани су за минијатурно сликарство и декорације ентеријера. Такође је био илустратор и рестауратор.
Најзначајнији је по својим пејзажима са којима учествује почев од 1838. на Париском салону. Био је следбеник Барбизонске школе. Неговао је сликарство под ведрим небом. На његовим приказима пејзажа заступљени су ведри тонови. Од 1860. на њима се запажа све веће рељефно поједностављење структуре. Његово сликарство извршило је велики утицај на импресионистичке сликаре и то нарочито на Клода Монеа и Писароа. Био је велики пријатељ Короа.